# 트라시양체현

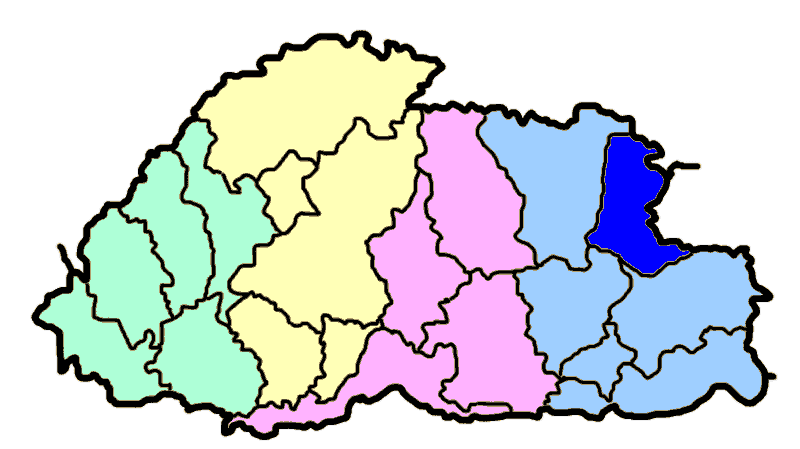
트라시양체 현의 위치

트라시양체현(종카어: བཀྲ་ཤིས་གྱང་ཙེ་རྫོང་ཁག་)은 부탄을 구성하는 20개 현(종카그) 가운데 하나로, 부탄 북동부에 위치한다. 현청 소재지는 트라시양체이며 면적은 1,459km2, 인구는 17,740명(2005년 기준)이다. 8개 게워그(붐델링, 잠카르, 캄당, 람자르, 토에초, 톰장첸, 트라시양체, 얄랑)를 관할하며 1992년 트라시강 현에서 분리되어 신설되었다.

## 같이 보기
- 종카그